# Muscolo occipitale
Il muscolo occipitale, di forma sottile e quadrata, è un muscolo che origina da due fibre tendinee dai due-terzi laterali della linea nucale superiore dell'osso occipitale, e dal processo mastoideo dell'osso temporale. Si inserisce sulla galea aponeurotica.
È considerato da molti autori non un muscolo a sé stante, bensì una parte del muscolo occipitofrontale.